# Saison 1 de Maktoub
Chronologie
Saison 2
La saison 1 de Maktoub est composée de 30 épisodes diffusés sur Tunisie 7 durant le mois de ramadan 2008, à partir du 1er septembre. La fin de saison est diffusée le 30 septembre.

## Distribution
- Dhafer El Abidine : Mohamed Ali Néji (Dali)
- Dorra Zarrouk : Samia Néji
- Atef Ben Hassine : Chokri Ben Nfisa
- Jouda Najah : Jamila Néji
- Helmi Dridi : Montassar
- Ahmed Landolsi : Mehdi Néji
- Yassine Ben Gamra : Elyes Abd El Hak
- Rania Gabsi : Yosr
- Meriem Ben Mami : Chanèse Maaouia
- Farès Naânaâ : Mourad Néji
- Nadia Boussetta : Rim Ben Ahmed
- Samira Magroun : Cyrine
- Amel Safta : Néjat Ben Ahmed
- Jamel Madani : Mongi
- Kawther El Bardi : Chelbia (Chobbi)

## Épisodes

### Épisode 1
- Tunisie : 1er septembre 2008 sur Tunisie 7

### Épisode 2
- Tunisie : 2 septembre 2008 sur Tunisie 7

### Épisode 3
- Tunisie : 3 septembre 2008 sur Tunisie 7

### Épisode 4
- Tunisie : 4 septembre 2008 sur Tunisie 7

### Épisode 5
- Tunisie : 5 septembre 2008 sur Tunisie 7

### Épisode 6
- Tunisie : 6 septembre 2008 sur Tunisie 7

### Épisode 7
- Tunisie : 7 septembre 2008 sur Tunisie 7

### Épisode 8
- Tunisie : 8 septembre 2008 sur Tunisie 7